# Torsten Michel
Torsten Michel (* 1977 in Dresden) ist ein deutscher Koch. Er ist seit 2016 Küchenchef im Restaurant Schwarzwaldstube, das mit drei Michelin-Sternen ausgezeichnet wird.

## Werdegang
Nach der Ausbildung war er ab 2000 in der Bülow Residenz in Dresden bei Stefan Hermann. Im Januar 2004 wechselte er in die Schwarzwaldstube zu Harald Wohlfahrt im Hotel Traube Tonbach (drei Michelinsterne). Im Mai 2007 wurde er dort Souschef.
Im April 2016 wurde er neben Wohlfahrt Küchenchef. Im Juli 2017, als Harald Wohlfahrt in den Ruhestand ging, wurde er alleiniger Küchenchef. Im November 2017 wurden die drei Michelinsterne für die Ausgabe 2018 bestätigt.
Bei einem Brand im Januar 2020 wurde das Restaurant Schwarzwaldstube zerstört und in Folge die Michelinsterne im März 2020 nicht vergeben. Im Mai 2020 eröffnete die Temporaire – Schwarzwaldstube, bis der Neubau des Stammhauses errichtet war. 2021 wurde das Temporaire – Schwarzwaldstube erneut mit drei Sternen ausgezeichnet. Im April 2022 wurde die Schwarzwaldstube in moderner Gestaltung wiedereröffnet und erneut mit drei Michelinsternen ausgezeichnet.

## Auszeichnungen
- Seit 2018: Drei Sterne im Guide Michelin für das Restaurant Schwarzwaldstube[14]
- 2019: Frankfurter Allgemeine Sonntagszeitung Lieblinge des Jahres 2019, Koch des Jahres national[15]
- Gusto 2019/20: Koch des Jahres[16]